# Frontale schub

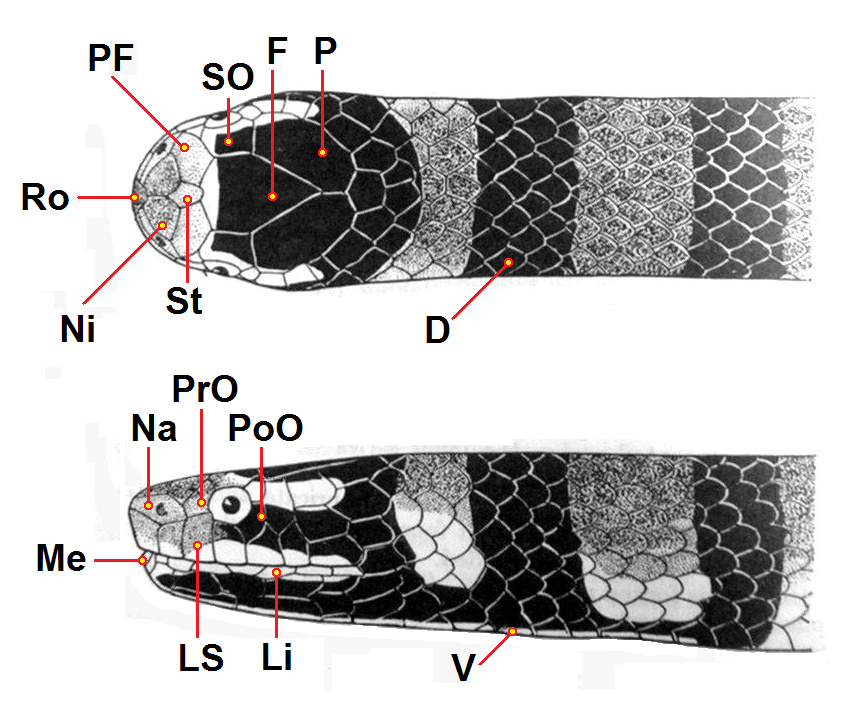
De belangrijkste schubben aan de kop (Ringslangplatstaart):
Bovenste figuur:
D = Dorsaal (rugzijde)
P = Pariëtaal (aan de zijkant)
F = Frontaal (aan de bovenzijde)
So= Supraoculair (boven het oog)
Ni = Internasaal (tussen de neus(gaten))
Ro = Rostraal (aan de snuit)
St = Interfrontaal
Pf = Prefrontaal
Onderste figuur:
V = Ventraal (buikzijde)
Ls = Supralabiaal (aan de bovenlip)
Li = Infralabiaal (aan de onderlip)
Na = Nasaal (aan de neus)
Me = Mentaal (aan de kin)
Pn = Postnasaal (achter de neus)
Poo = Postoculair (achter het oog)
Pro = Preoculair (voor het oog)

De frontale schub of frontaalschub is een schub die bij de schubreptielen gelegen is op het midden van de bovenzijde van de kop. De term wordt gebruikt in de herpetologie om de schubben van reptielen aan te duiden die gelegen zijn aan de kop.
De frontale schub is altijd enkelvoudig en nooit gepaard zoals andere kopschubben.